# Pseudolimnophila apicinigra
Pseudolimnophila apicinigra är en tvåvingeart som beskrevs av Alexander 1936. Pseudolimnophila apicinigra ingår i släktet Pseudolimnophila och familjen småharkrankar. Inga underarter finns listade i Catalogue of Life.